# Li Yuanchao

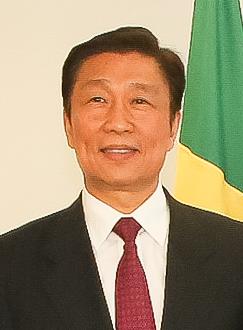
Li Yuanchao in 2015

Li Yuanchao (20 november 1950) is een Chinees voormalig politicus. Hij was tot 2018 de vicepresident van China onder Xi Jinping.
- Gemeinsame Normdatei: 171070127
- Virtual International Authority File: 146146461439427730619
- WorldCat: E39PBJv4kcqmkTK4QM3Xh3pByd